# MGP 2015
MGP 2015 var den 15. årlige MGP-sangkonkurrence for håbefulde sangere i alderen 8 til 15 år, afholdt i Gigantium i Aalborg den 14. februar 2015, falder sammen med Valentinsdag. 10 sange dystede om at vinde. I første runde bestemte seerne, hvilke tre sange der gik videre til superfinalen, hvor de tre finalister endnu en gang skulle fremføre deres sange.
De ti finalister var blevet afsløret den 8. januar 2015.
Værterne var Sofie Linde Lauridsen, Joakim Ingversen og Søren Rasted.
Flora Ofelia vandt med sangen "Du du du".

## Deltagere
| Nr | Deltagere       | Fulde navn                                                                                              | Sang                     | Resultat      |
| -- | --------------- | --- | ------------------------ | ------------- |
| 1  | Uzz             | Juliane Budde, Klara Emilie Møller Larsen                                                               | "Op til månen"           | Ude           |
| 2  | The Thumbles    | Alex Ullman Olsen, Andreas Helbo Larsen, Jonas Vogel Lindhardtsen, Lennon Bilde Stephens, Munad Zangana | "Sommer i Danmark"       | Superfinalist |
| 3  | Flora Ofelia    | Flora Ofelia Hofmann Lindahl                                                                            | "Du du du"               | Superfinalist |
| 4  | Tyrhan          | Tyrhan Kala                                                                                             | "Tro på dig selv"        | Ude           |
| 5  | Dicte           | Benedicte Theodora Klitgaard                                                                            | "Du må ikke gå fra mig"  | Ude           |
| 6  | LadyBirdz       | Alberte Hensen, Gro Clausager Jensen, Zara Frøsig Gotfredsen                                            | "En dag"                 | Ude           |
| 7  | Caroline Sophia | Caroline Sophia Koch Rude                                                                               | "Mere end bare venner"   | Ude           |
| 8  | Tyrees Tyr      | Tyrees Peter Nielsen                                                                                    | "Guldet"                 | Ude           |
| 9  | Ten Eyes        | Asbjørn Rysgaard Eriksen, Lucas Bang Olesen, Milla Thule Frank, Oskar Nyholm Lang, Tobias Zielke        | "Hun er alt for perfekt" | Superfinalist |
| 10 | Emma Rosa       | Emma Rosa Thorborg                                                                                      | "Du er en vinder"        | Ude           |

### Superfinale
I superfinalen skulle de tre superfinalister synge igen, og seerne stemte om konkurrencens vinder.
| Nr | Deltagere    | Sang                     | Procent | Placering |
| -- | ------------ | ------------------------ | ------- | --------- |
| 1  | The Thumbles | "Sommer i Danmark"       | 28%     | 3         |
| 2  | Flora Ofelia | "Du du du"               | 42%     | 1         |
| 3  | Ten Eyes     | "Hun er alt for perfekt" | 30%     | 2         |